# Romanisation Yale
Pour les articles homonymes, voir Yale (homonymie).
La romanisation Yale correspond aux quatre systèmes créés par l'université Yale pour la romanisation des quatre langues Est asiatiques suivantes : le mandarin, le cantonais, le coréen et le japonais. La romanisation Yale du mandarin est créée pendant la Seconde Guerre mondiale pour le personnel militaire des États-Unis, tandis que les trois autres romanisations ont été créées plus tard, dans les années 1960 et 1970.
Ils ont été utilisés aux États-Unis pour enseigner ces langues asiatiques aux étudiants civils, mais sont aujourd'hui obscurs et peu utilisés par les linguistes. L'enseignement du mandarin, par exemple, emploie toujours le hanyu pinyin. McCune-Reischauer, qui précède Yale, domine la romanisation coréenne depuis plusieurs dizaines d'années mais a récemment perdu du terrain sur la révision de la romanisation bien davantage que n'importe quel système fondé sur celui de Yale.

## Mandarin
La romanisation Yale du mandarin est développée en 1943 par Georges Kennedy pour aider à préparer les soldats américains à communiquer avec leurs alliés chinois sur le champ de bataille. Au lieu d'essayer d'apprendre aux recrues à interpréter la romanisation standard de l'époque, le système Wade-Giles, un nouveau système est inventé qui utilisait les compétences de décodage que les recrues pouvaient connaître pour avoir appris à lire l'anglais. Ainsi, les recrues pouvaient utiliser les conventions de prononciation anglaises pour représenter les sons du mandarin. Cela a permis d'éviter les problèmes majeurs que le système Wade-Giles posait aux étudiants non initiés ou aux présentateurs de journaux télévisés qui essayaient de prononcer correctement le nom d'une personne, car ce système n'utilisait pas le « signe de respiration profonde » (aspiration), qui distingue des sons tels que jee ou chee. Dans le système Wade-Giles, le premier de ces sons s'écrirait chi et le second ch'i. En romanisation Yale, ils s'écrivent ji et chi.
Le système de Yale évite également les difficultés que les débutants pourraient rencontrer en essayant de lire la romanisation pinyin, qui utilise certaines lettres romaines et combinaisons de lettres de manière qu'elles n'aient pas les valeurs attendues. Par exemple, le q en pinyin se prononce comme le ch (charco), mais s'écrit ch dans la romanisation de Yale. Xi en pinyin se prononce comme le sh dans "shampoing", mais dans la romanisation de Yale, il s'écrit syi.
Le système de romanisation Yale pour le mandarin a été largement utilisé dans les manuels scolaires occidentaux jusqu'à la fin des années 1970 ; en effet, pendant toute la durée de la Guerre froide, préférer le système « communiste » pinyin à la romanisation de Yale était politiquement significatif. La situation s'inverse lorsque les relations entre la République populaire de Chine et l'Occident s'améliorent. La Chine communiste est devenue membre des Nations unies en 1971, remplaçant la République de Chine (Taïwan). En 1979, une grande partie du monde adopte le pinyin comme romanisation standard pour les noms géographiques chinois. En 1982, le pinyin est devenu une norme ISO. L'intérêt pour le système de romanisation Yale a ensuite rapidement diminué.

## Cantonais
Contrairement au système de romanisation Yale du mandarin, le système pour le cantonais est encore largement utilisé dans les livres et dictionnaires cantonais, en particulier pour les apprenants étrangers. Développé par Parker Po-fei Huang et Gerald P. Kok et publié en 1970, il présente des similitudes avec le pinyin en ce sens que les consonnes sans voix et non aspirées sont représentées par un b dans le système de Yale, tandis que leur équivalent aspiré [pʰ] est représenté par un p. À Hong Kong, de nombreuses personnes utilisent le pinyin cantonais et le Jyutping car ces systèmes sont plus implantés dans la population de Hong Kong.

### Initiales
| b [p]   | p [pʰ]   | m [m]  | f [f] |       |
| d [t]   | t [tʰ]   | n [n]  |       | l [l] |
| g [k]   | k [kʰ]   | ng [ŋ] | h [h] |       |
| gw [kw] | kw [kʰw] |        |       | w [w] |
| j [ts]  | ch [tsʰ] |        | s [s] | y [j] |

### Terminaisons
| a [a]  | aai [ai] | aau [au] | aam [am] | aan [an] | aang [aŋ] | aap [ap] | aat [at] | aak [ak] |
|        | ai [ɐi]  | au [ɐu]  | am [ɐm]  | an [ɐn]  | ang [ɐŋ]  | ap [ɐp]  | at [ɐt]  | ak [ɐk]  |
| e [ɛ]  | ei [ei]  |          |          |          | eng [ɛŋ]  |          |          | ek [ɛk]  |
| i [i]  |          | iu [iu]  | im [im]  | in [in]  | ing [ɪŋ]  | ip [ip]  | it [it]  | ik [ɪk]  |
| o [ɔ]  | oi [ɔi]  | ou [ou]  |          | on [ɔn]  | ong [ɔŋ]  |          | ot [ɔt]  | ok [ɔk]  |
| u [u]  | ui [ui]  |          |          | un [un]  | ung [ʊŋ]  |          | ut [ut]  | uk [ʊk]  |
| eu [œ] |          | eui [ɵy] |          | eun [ɵn] | eung [œŋ] |          | eut [ɵt] | euk [œk] |
| yu [y] |          |          |          | yun [yn] |           |          | yut [yt] |          |
|        |          |          | m [m̩]    |          | ng [ŋ̩]    |          |          |          |

- Les terminaisons m et ng ne peuvent être utilisées que comme consonnes nasales indépendantes.

### Tons
Historiquement, il existe sept tons phonétiquement distincts dans le cantonais du Guangzhou. La romanisation Yale du cantonais représente ces tons à l'aide de marques de tonalité et de la lettre h, comme le montre le tableau ci-dessous :
| Numéro | Description           | Représentation Yale | Représentation Yale | Représentation Yale |
| ------ | --------------------- | ------------------- | ------------------- | ------------------- |
| 1      | ton haut              | sī                  | sīn                 | sīk                 |
| 1      | ton haut descendant   | sì                  | sìn                 |                     |
| 2      | ton médian descendant | sí                  | sín                 |                     |
| 3      | ton médian            | si                  | sin                 | sik                 |
| 4      | ton descendant        | sìh                 | sìhn                |                     |
| 5      | ton montant           | síh                 | síhn                |                     |
| 6      | ton bas               | sih                 | sihn                | sihk                |

- Les tons peuvent également être écrits en utilisant un numéro au lieu de la marque de tonalité et de la lettre h.
- Le cantonais standard moderne ne compte que six tons, joignant le ton haut au ton haut descendant. Ils sont donc représentés par le même numéro de ton.
- La linguistique du chinois traditionnel traite les tons des syllabes se terminant par une consonne de pause comme des « tons d'entrée » distincts. La romanisation de Yale suit les conventions linguistiques modernes en traitant ces tons comme les tons 1, 3 et 6.

### Exemples
| Traditionnel | Simplifié | Romanisation à l'aide de marques de ton | Romanisation utilisant des numéros |
| ------------ | --------- | --------------------------------------- | ---------------------------------- |
| 廣州話       | 广州话    | gwóng jàu wá                            | gwong2 jau1 wa2                    |
| 粵語         | 粤语      | yuht yúh                                | yut6 yu5                           |
| 你好         | 你好      | néih hóu                                | nei5 hou2                          |

## Coréen
La romanisation Yale pour le coréen est développée par Samuel Elmo Martin et ses collègues de l'université Yale près d'une demi-décennie après Mccune-reischauer, et est toujours utilisée aujourd'hui, principalement par les linguistes, parmi lesquels elle est devenue la romanisation standardisée pour la langue. Le système de Yale met principalement l'accent sur la représentation de la structure morphophonémique d'un mot. Cela le distingue des deux autres systèmes largement utilisés pour romaniser le coréen, la romanisation révisée et le système McCune-Reischauer. Ces deux systèmes fournissent généralement la prononciation d'un mot entier, mais les éléments morphophonémiques agissant sur cette prononciation ne peuvent souvent pas être récupérés dans la romanisation, ce qui la rend impropre à une utilisation linguistique. En termes de contenu morphophonémique, l'approche du système de Yale peut être comparée à l'orthographe nord-coréenne connue sous le nom de Chosŏnŏ sin ch'ŏljabŏp (en hangeul : 朝鮮語新綴字).
La romanisation de Yale représente chaque élément motivophonémique (qui dans la plupart des cas correspond à un jamo) par la même lettre romaine, indépendamment de son contexte, à l'exception notable de ㅜ (RR u) et ㅡ (RR eu) qui sont romanisés dans le système Yale par la lettre u après une consonne bilabiale parce qu'il n'y a pas de distinction audible entre les deux dans le discours de nombreux locuteurs natifs, et du digraphe wu représentant ㅜ (RR u) dans tous les autres contextes.

### Voyelles
| ㅏ  | ㅓ  | ㅗ | ㅜ   | ㅡ | ㅣ |
| --- | --- | -- | ---- | -- | -- |
| a   | e   | o  | u/wu | u  | i  |
| ㅐ  | ㅔ  | ㅚ | ㅟ   |    |    |
| ay  | ey  | oy | wi   |    |    |
| ㅑ  | ㅕ  | ㅛ | ㅠ   |    |    |
| ya  | ye  | yo | yu   |    |    |
| ㅒ  | ㅖ  |    |      |    |    |
| yay | yey |    |      |    |    |
| ㅘ  | ㅙ  | ㅝ | ㅞ   | ㅢ |    |
| wa  | way | we | wey  | uy |    |

### Consonnes
| ㄱ | ㄲ | ㅋ | ㄷ | ㄸ | ㅌ | ㅂ | ㅃ | ㅍ |    |
| -- | -- | -- | -- | -- | -- | -- | -- | -- | -- |
| k  | kk | kh | t  | tt | th | p  | pp | ph |    |
| ㅈ | ㅉ | ㅊ | ㅅ | ㅆ | ㅎ | ㄴ | ㅁ | ㅇ | ㄹ |
| c  | cc | ch | s  | ss | h  | n  | m  | ng | l  |

La lettre q indique que la consonne précédente est « double », ce qui n'est pas le cas dans la prononciation hangeul :
- 할 일 halq il /hallil/
- 할 것 halq kes /halkket/
- 글자 kulqca /kulcca/

Dans le cas où certaines combinaisons de lettres peuvent avoir des significations ambiguës, un point indique la rupture de ces syllabes. Il est également utilisé à d'autres fins, par exemple pour indiquer un changement de son :
- 늙은 nulk.un face à nulkun
- 같이 kath.i face à kathi

Un macron sur une voyelle indique que, dans l'ancienne forme ou dans un dialecte, cette voyelle est prononcée comme une voyelle longue :
- 말 māl "mot/parole"
- 말 mal "cheval"